# 油街

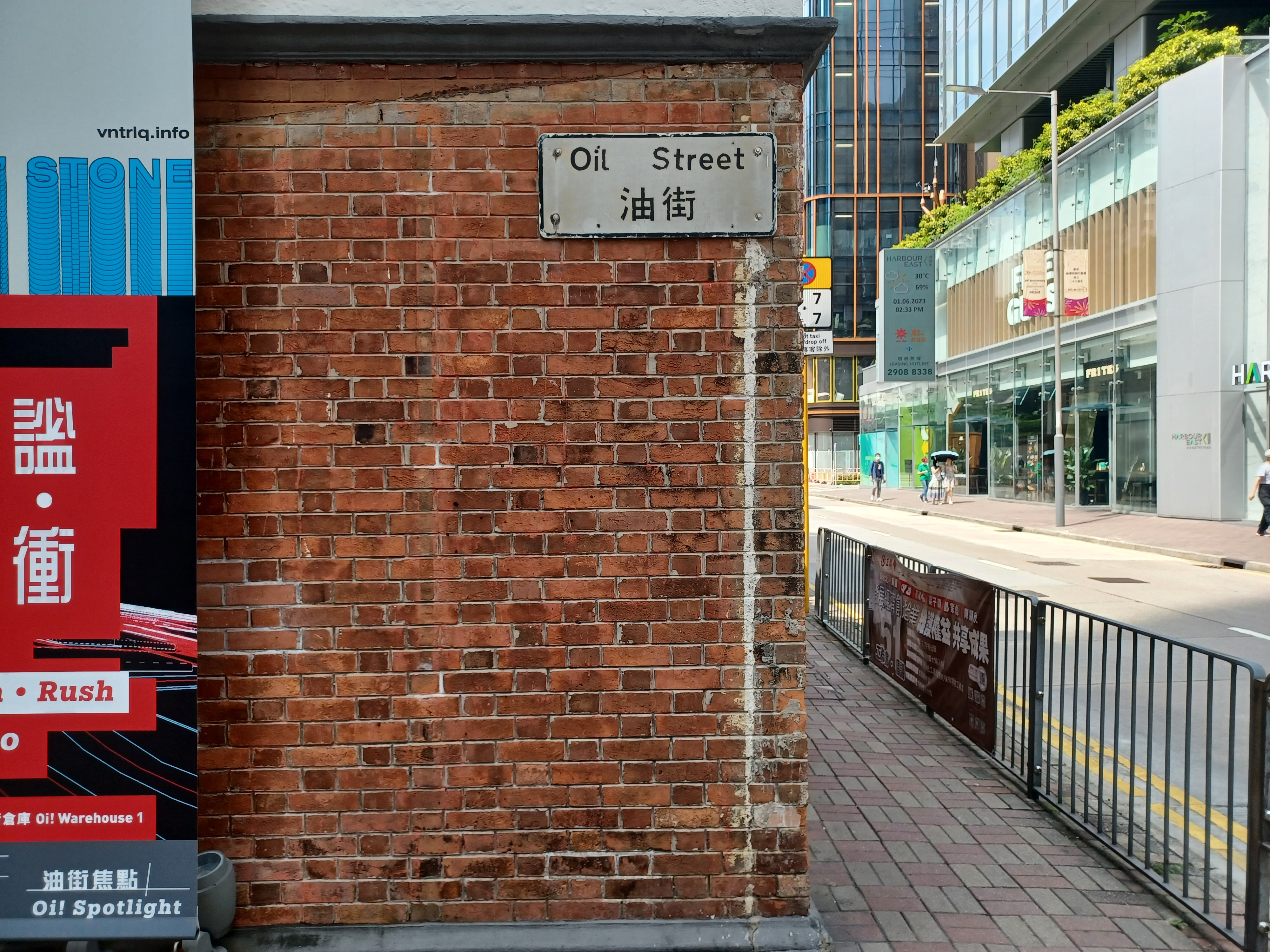
油街街牌

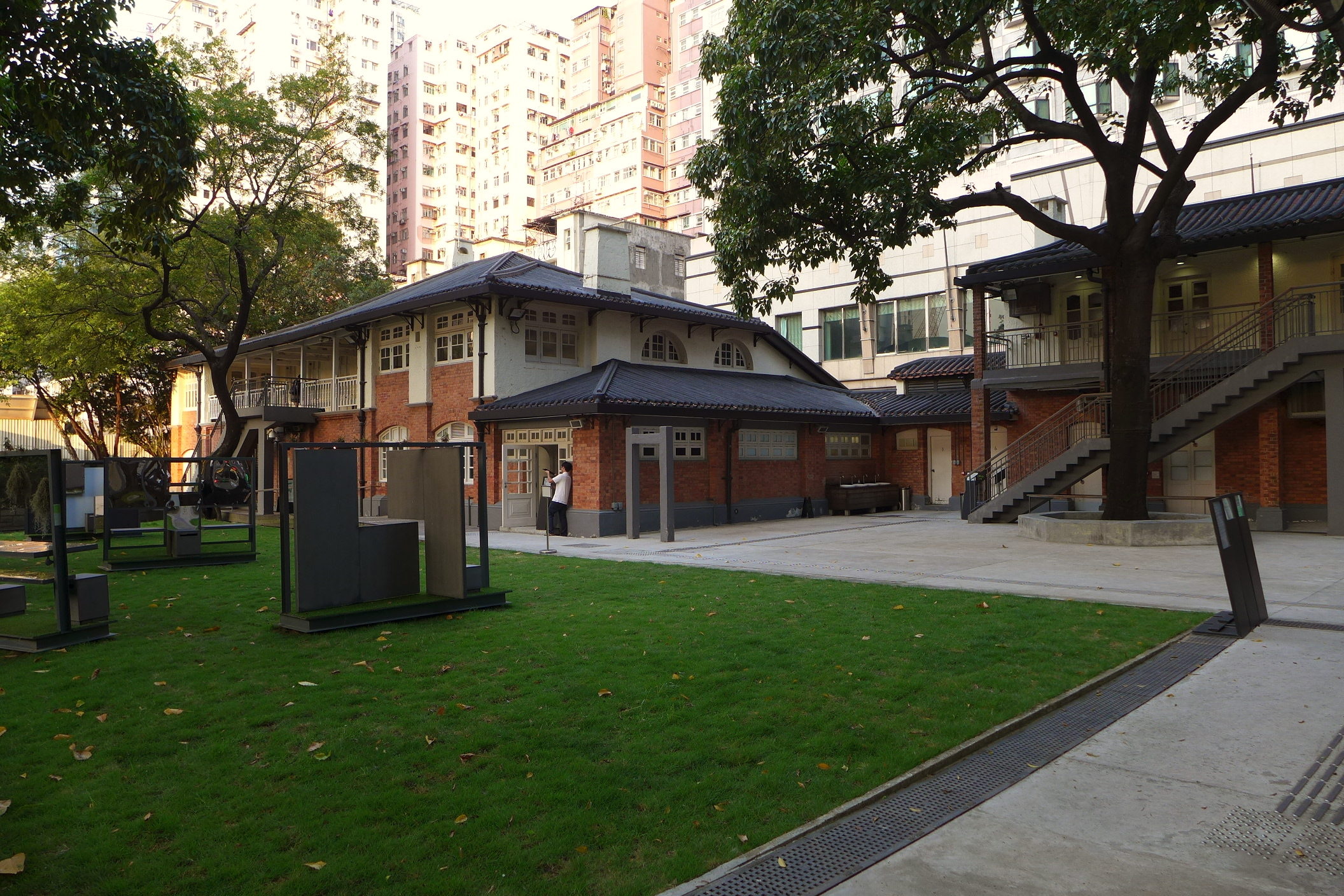
前香港皇家遊艇會會所，曾為油街藝術村一部份

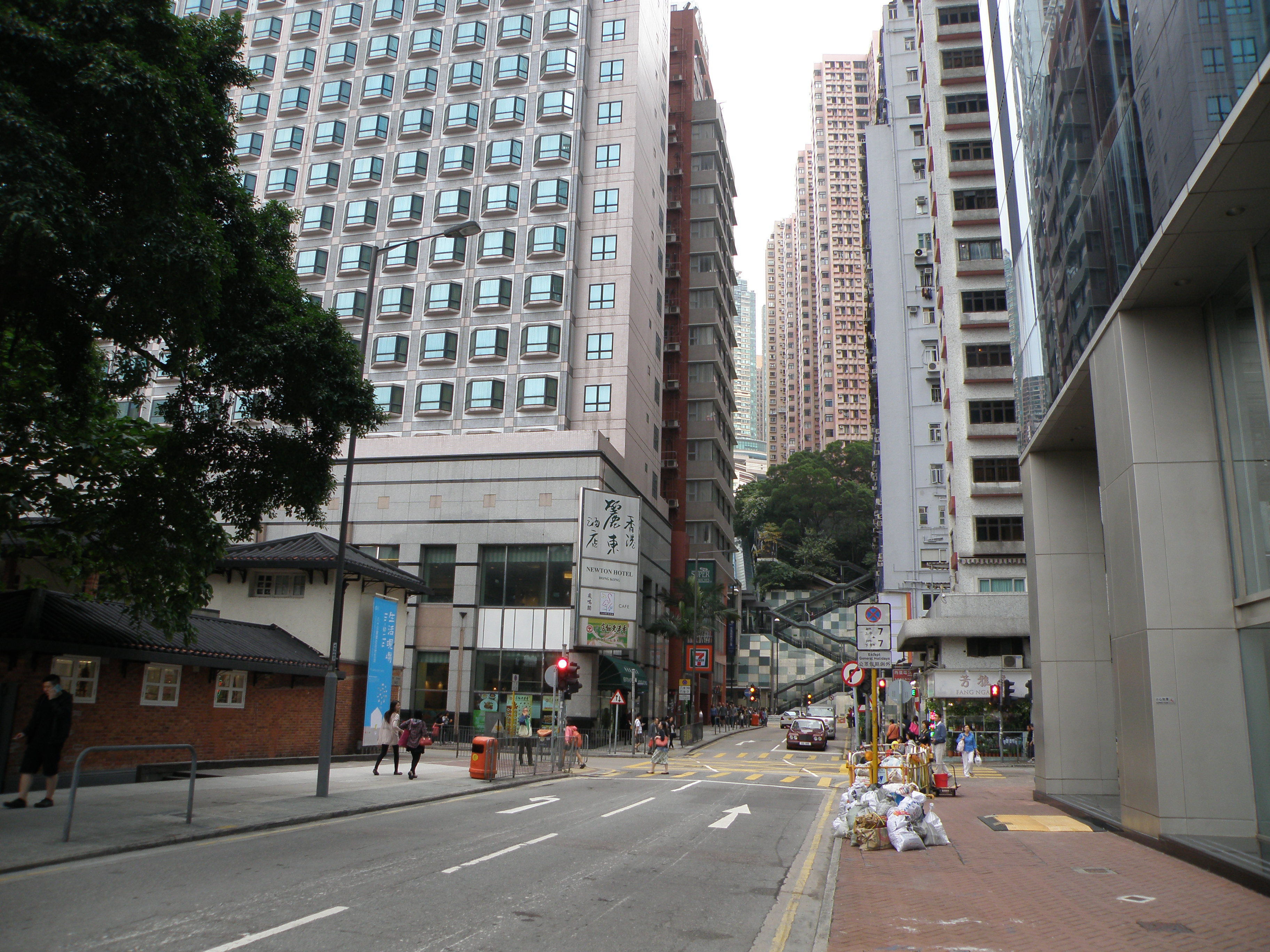
2014年的油街，圖中左方的北角麗東酒店在2015年拆卸

油街（英語：Oil Street）是香港島炮台山的一條街道，由港鐵炮台山站至海岸邊，沿途經過電氣道、友邦廣場、油街實現、海逸君綽酒店、歷山酒店、維港頌等。

## 名字由來
油街及鄰近的蜆殼街，名字來自在1897年建成的蜆殼油庫（當時稱為荷蘭皇家石油油庫，在1981年停用，現址為海峰園及康宏滙）。

## 發展
油街地皮發展規劃在1997年後已經給鎖定為香港政治化議題，香港政府原意將其發展為郵輪碼頭，並且出售地皮以興建大型商場；不過，民間利益團體積極爭取要求地皮作為非商業用途，鬥爭10年仍然未有結果，故此原地空置至今。
2011年8月25日地政總署公布，炮台山油街內地段第8920號的用地以62.672億港元批准予長江實業旗下的海城投資有限公司，年期為50年。地盤面積約為84,895.7方呎，指定作為酒店或非工業（不包括倉庫及加油站）用途。最低的樓面面積為454,240.8方呎，其中至少有322,920方呎樓面面積須要用作酒店及其附屬地方用途；最高的樓面面積為755632.8方呎。
2012年1月，發展商向城市規劃委員會遞交規劃方案，表示興建6幢住宅及1幢酒店，總樓面面積約75.56萬平方呎。當中6幢住宅的總樓面面積約43.27萬平方呎，樓高35至38層（包括3層地庫），合共提供378伙單位，平均面積約1,110平方呎。至於酒店的總樓面面積約32.29萬平方呎，佔總樓面約43%，主要集中在第2座全幢，主要外望油街及宏安道交界的風景，其餘分布於住宅部分的低層位置，提供約800間客房。由於油街地皮前臨維多利亞港，日後前方更會興建海濱長廊。此外，發展商為了增加申請成功機會，建議在項目南面設立佔地約3.98萬平方的歷史公園，以配合正在活化成為油街視覺藝術中心的皇家香港遊艇發展。但最後歷史公園未有成事。

## 油街藝術村
油街政府物料供應處倉庫於1999年至2000年曾出租予本地藝術團體，成為油街藝術村；關閉後租戶大多遷往牛棚藝術村。

## 酒店
由於酒店項目位於香港島東海濱，坐擁海景，附近有前香港皇家遊艇會會所，加上香港政府銳意發展香港島東海旁，提出發展水上的士等維多利亞港旅遊，因此發展商決定以揚帆中的帆船設計為酒店建築物的外觀，天台將會設有三角形的帆船結構布置，以彰顯項目特色，建築物外牆亦會設有特別的燈光效果，務求令到遊客集中的尖沙咀東部海旁對岸，看到維多利亞港上的遊艇及豎立在海濱的閃爍帆船，成為新的香港地標。

## 藝術空間
被評為香港二級歷史建築的前香港皇家遊艇會會所於2013年5月正式活化為藝術空間「油街實現」，場地由藝術推廣辦事處管理，定期舉辦各種藝術展覽及活動。

## 外部連結
- 明報: 油街15至17號地皮從前的發展計劃 （页面存档备份，存于）
- Yahoo新聞 明報: 北角油街百億地王 現可供勾 （页面存档备份，存于）